# Santec
Santec [sɑ̃tɛk] est une commune du département du Finistère, dans la région Bretagne, en France.
Santec possède un certain nombre de belles plages.

## Géographie
Santec (ou Santeg en breton) faisait autrefois partie du Minihy de Saint Pol de Léon unité administrative et religieuse constituée des communes qui sont aujourd'hui : Saint-Pol-de-Léon, Roscoff et Santec.
Santec et ses 17 km de côtes dont 14 km de plages présente un panorama où alternent des roches granitiques et des plages de sable fin et blanc. Les nombreuses criques abritées offrent un refuge aux nombreux bateaux de plaisance mais aussi aux amoureux du farniente et du bronzage[style à revoir]. À la pointe de « Korn Al Loa » on peut embrasser du regard : la plage du Thevenn (où furent découvertes sur l'îlot de Roc'h-Kroum des tombes datant de l'âge de bronze), l'île de Batz et son phare caractéristique, le chenal et ses nombreux îlots puis la pointe de Perharidy et une partie de Roscoff.
L'île de Sieck (qui est privée) se visite à pied et à marée basse par un chemin qui serpente le long de la côte pour aboutir au seul port existant sur la commune et qui fut jadis un des hauts lieux de la pêche à la sardine. La ferme présente sur l'île date du XVIIe et la guérite et les vestiges du corps de garde du XVIIIe.
| La Manche | La Manche | Roscoff           |
| La Manche | Santec    |                   |
|           | Plougoulm | Saint-Pol-de-Léon |

### Hydrographie
Pour un article plus général, voir Réseau hydrographique du Finistère.
La commune est située dans le bassin Loire-Bretagne. Elle est drainée par l'Horn et divers autres petits cours d'eau,.
L'Horn, d'une longueur de 27 km, prend sa source dans la commune de Plouvorn et se jette  dans la Manche à Plougoulm, après avoir traversé sept communes. 

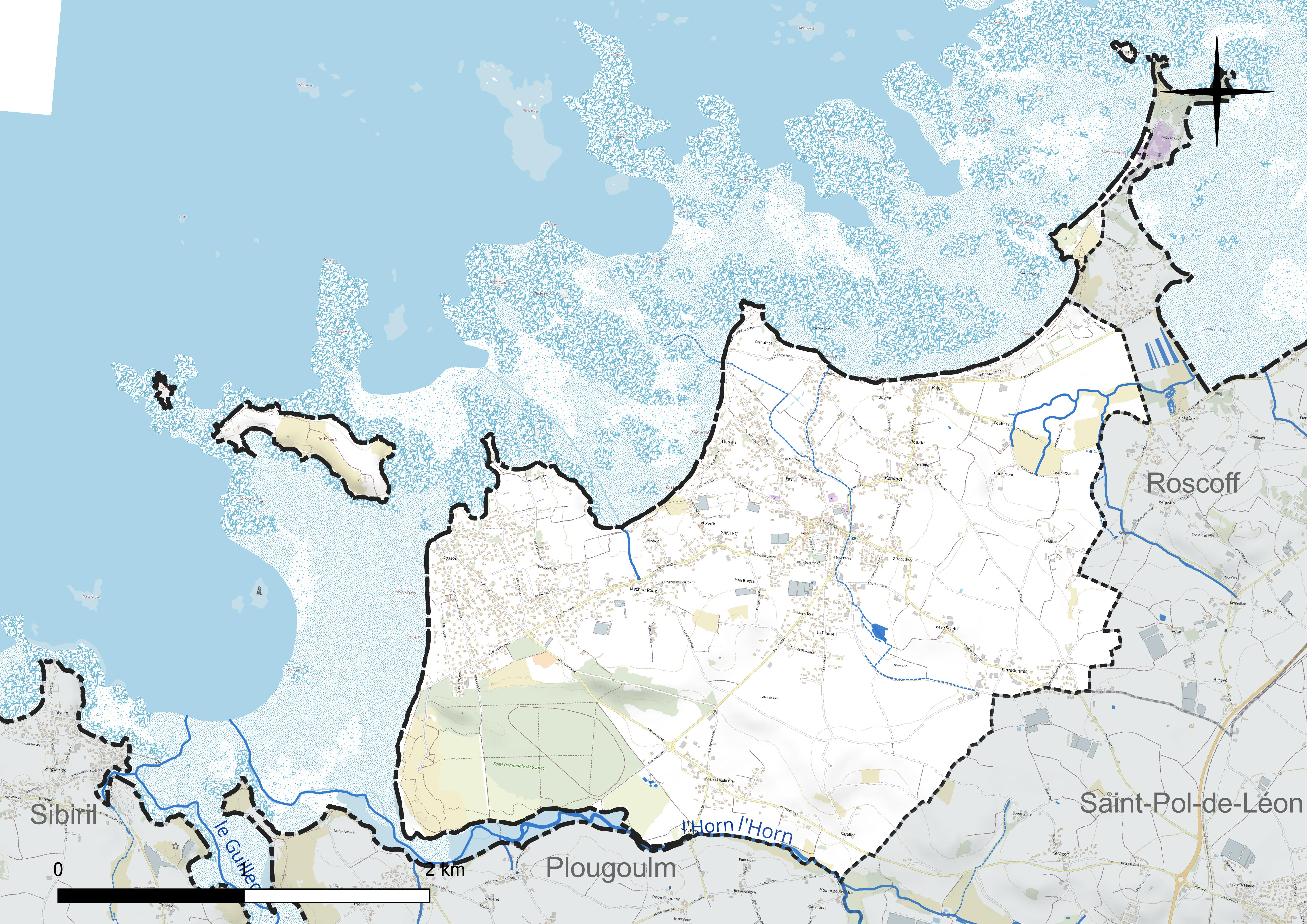
Réseau hydrographique de Santec.

### Climat
Pour des articles plus généraux, voir Climat de la Bretagne et Climat du Finistère.
En 2010, le climat de la commune est de type climat océanique franc, selon une étude du CNRS s'appuyant sur une série de données couvrant la période 1971-2000. En 2020, Météo-France publie une typologie des climats de la France métropolitaine dans laquelle la commune est exposée à un climat océanique et est dans la région climatique  Finistère nord, caractérisée par une pluviométrie élevée, des températures douces en hiver (6 °C), fraîches en été et des vents forts. Parallèlement l'observatoire de l'environnement en Bretagne publie en 2020 un zonage climatique de la région Bretagne, s'appuyant sur des données de Météo-France de 2009. La commune est, selon ce zonage, dans la zone « Littoral », exposée à un climat venté, avec des étés frais mais doux en hiver et des pluies moyennes.  
Pour la période 1971-2000, la température annuelle moyenne est de 11,5 °C, avec  une amplitude thermique annuelle de 9,5 °C. Le cumul annuel moyen de précipitations est de 835 mm, avec 15,7 jours de précipitations en janvier et 7,4 jours en juillet. Pour la période 1991-2020, la température moyenne annuelle observée sur la station météorologique la plus proche, située sur la commune de Saint-Servais à 23 km à vol d'oiseau, est de 11,6 °C et le cumul annuel moyen de précipitations est de 1 160,4 mm,. Pour l'avenir, les paramètres climatiques de la commune estimés pour 2050 selon différents scénarios d'émission de gaz à effet de serre sont consultables sur un site dédié publié par Météo-France en novembre 2022.

## Urbanisme

### Typologie
Au 1er janvier 2024, Santec est catégorisée bourg rural, selon la nouvelle grille communale de densité à 7 niveaux définie par l'Insee en 2022.
Elle appartient à l'unité urbaine de Saint-Pol-de-Léon, une agglomération intra-départementale dont elle est une commune de la banlieue,. Par ailleurs la commune fait partie de l'aire d'attraction de Roscoff - Saint-Pol-de-Léon, dont elle est une commune de la couronne,. Cette aire, qui regroupe 9 communes, est catégorisée dans les aires de moins de 50 000 habitants,.
La commune, bordée par la Manche, est également une commune littorale au sens de la loi du 3 janvier 1986, dite loi littoral. Des dispositions spécifiques d'urbanisme s'y appliquent dès lors afin de préserver les espaces naturels, les sites, les paysages et l'équilibre écologique du littoral, tel le principe d'inconstructibilité, en dehors des espaces urbanisés, sur la bande littorale des 100 mètres, ou plus si le plan local d'urbanisme le prévoit.

### Occupation des sols
L'occupation des sols de la commune, telle qu'elle ressort de la base de données européenne d'occupation biophysique des sols Corine Land Cover (CLC), est marquée par l'importance des territoires agricoles (54,2 % en 2018), en diminution par rapport à 1990 (61,2 %). La répartition détaillée en 2018 est la suivante : 
zones agricoles hétérogènes (33 %), zones urbanisées (26,4 %), terres arables (20,9 %), milieux à végétation arbustive et/ou herbacée (9,1 %), forêts (8,3 %), espaces ouverts, sans ou avec peu de végétation (1,7 %), prairies (0,3 %), zones humides côtières (0,3 %). L'évolution de l'occupation des sols de la commune et de ses infrastructures peut être observée sur les différentes représentations cartographiques du territoire : la carte de Cassini (XVIIIe siècle), la carte d'état-major (1820-1866) et les cartes ou photos aériennes de l'IGN pour la période actuelle (1950 à aujourd'hui).

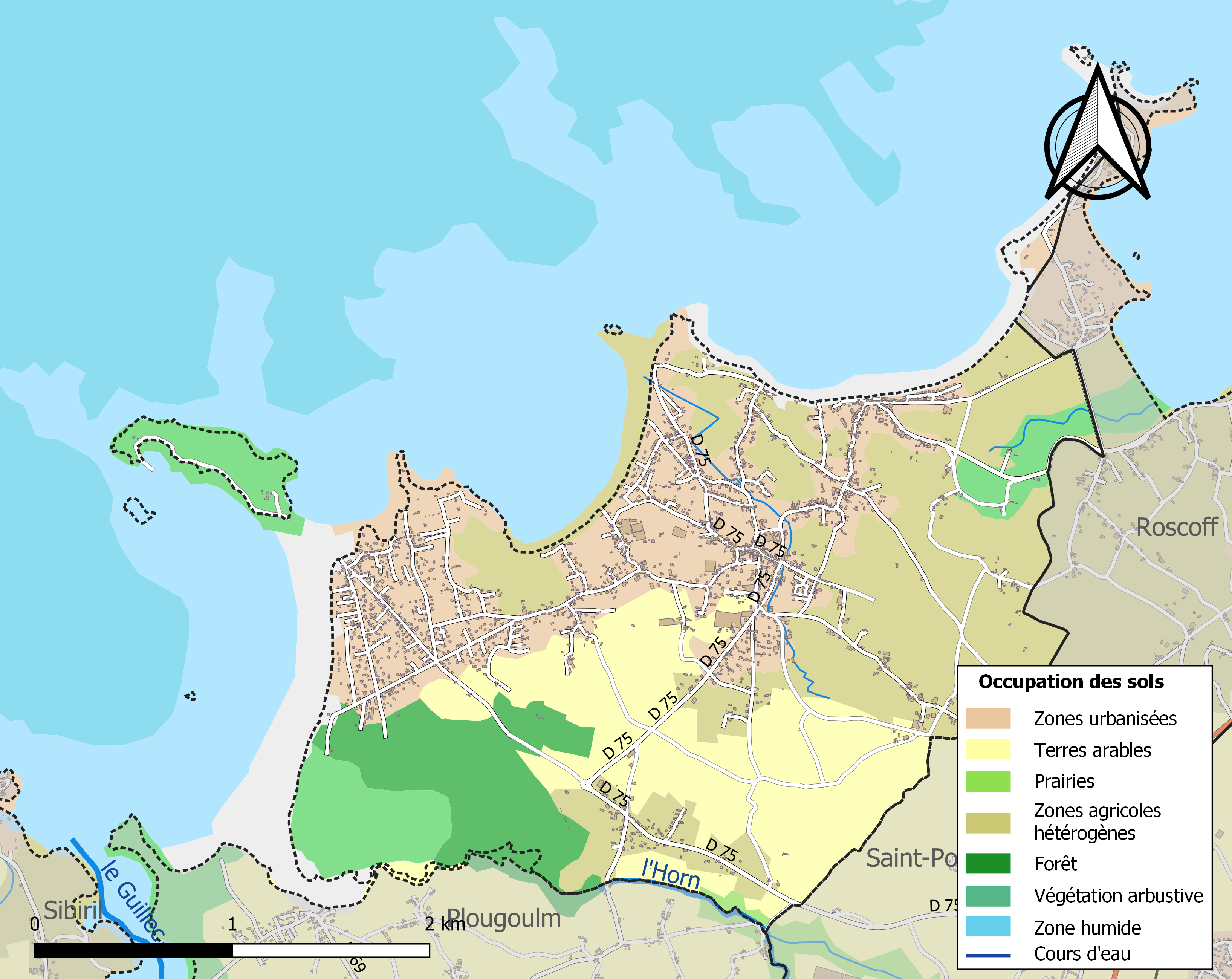
Carte des infrastructures et de l'occupation des sols de la commune en 2018 (CLC).

## Toponymie
Attesté sous sa forme bretonne, Santeg, en 1542 .
De multiples mutations à travers les siècles passent de San Hiec à San Yec, puis San iec, pour finalement devenir Santec.
Santec viendrait du breton Sant (saint) et de Ec ou Tec de Decamus, disciple de saint Pol-Aurélien.
Le toponyme dont la première mention tardive est Sant Hiec est le nom donné à une chapelle maintenant disparue, (le lieu de culte existait encore en 1625).

## Histoire

### Préhistoire
Dès l'époque préhistorique (Paléolithique, Mésolithique et Néolithique), cette portion du littoral était habitée comme l'attestent de nombreuses fouilles effectuées sur la commune et qui ont mis au jour des outils (bifaces en silex vieux de 50 000 ans, haches, pierres polies, etc). À l'âge de bronze, ce sont des tombeaux maçonnés de pierres sèches recouvertes par des dalles dolméniques qui sont le signe d'une civilisation évoluée cultivant le rituel des morts.
À Santec, Daniel Roué et Jean-Claude Le Goff ont recensé 34 barrages de pêcheries anciennes, servant de pièges à poissons, certains étant en permanence sous l'eau de nos jours, ce qui prouve qu'ils datent probablement de la Préhistoire, même si la plupart datent du Moyen Âge. Les noms de certains d'entre eux ont été retrouvés : Gored Levran, Gored Kamm, Gorbont ar Staol, ar Gored kozh, Gorbont Pekud, Gorbont Enez Rouz, Gorbont ar Staol, etc. (en breton, un piège à poisson s'appelle un gored).

### Époque gauloise
Ensuite, c'est certainement une tribu gauloise qui habita la région : les « Osismii » qui détenaient un vaste territoire depuis Bréhat jusqu'à la rivière de Landerneau. Sept sites de « bouilleurs » de sel gaulois attestent de la pratique de la récolte du sel et certainement de son commerce. Les « Osismii » étaient les alliés des Vénètes qui luttèrent conjointement contre l'invasion romaine.

### Époque romaine
Les Romains ont campé au IIIe siècle dans la région comme l'indiquent des bronzes de Gallien, Claude II et Dioclétien découverts récemment. Une légion romaine « Pagus Légionensi », dont on tirerait Leonensis serait l'explication pour le « Léon » contemporain, a séjourné dans le pays. Les habitants se seraient alors appelés les Legionenses, puis les Leonenses ; cette origine est toutefois contestée.

### VIesiècle

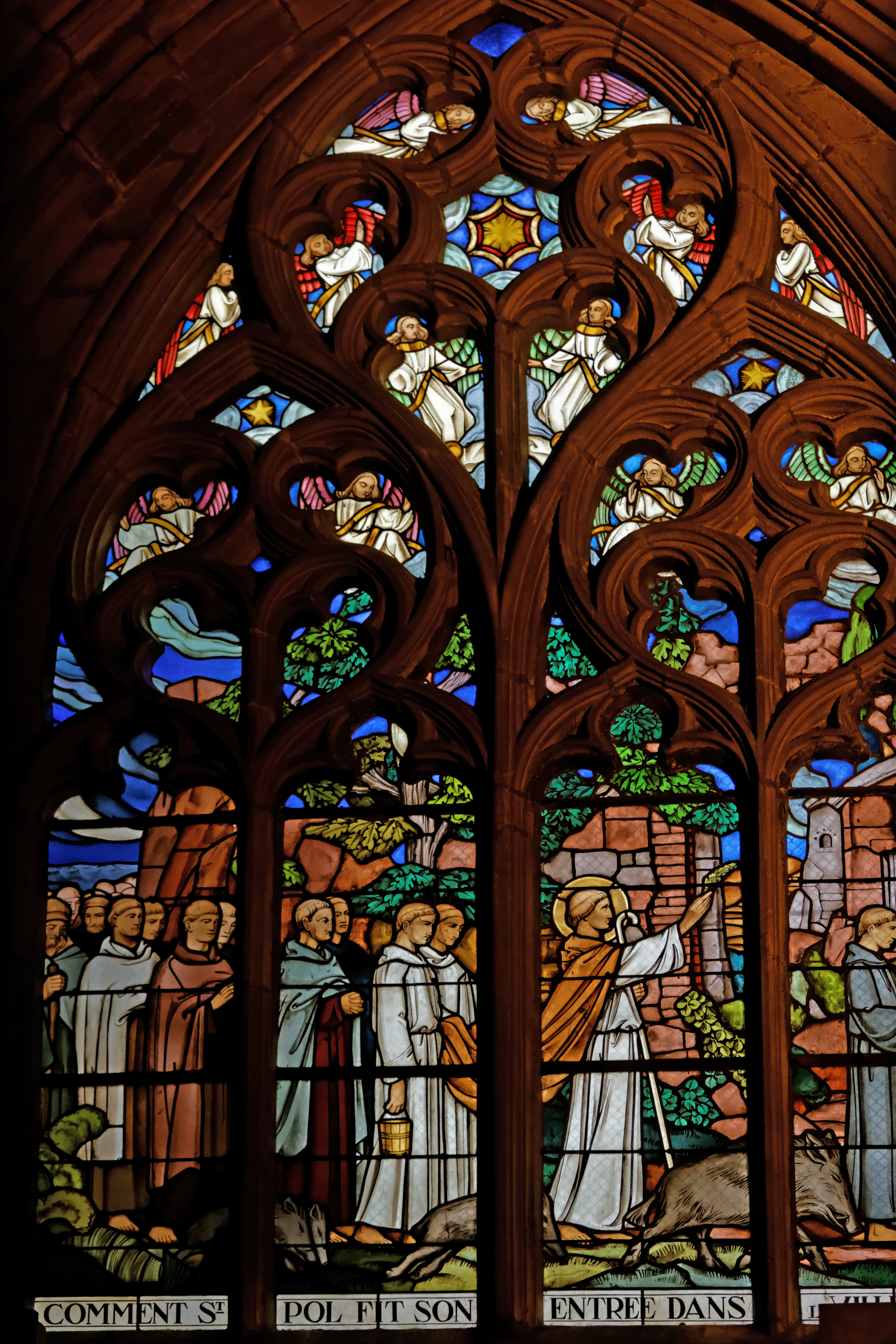
« Comment saint Paul fit son entrée dans la ville morte ».

Vers 510 (518) arrivèrent Paul Aurélien, le moine cambrien, et ses compagnons venus de Grande-Bretagne qui fondèrent un monastère sur l'île de Batz. La légende parle du dragon de l'île de Batz que saint Pol Aurélien a lié avec son étole et précipité dans un gouffre. Venu pour évangéliser la région, saint Pol fut le fondateur du monastère de l'île de Batz et de l'évêché du Léon, c'est en son hommage que les habitants donnèrent son nom « Saint-Pol » auquel on associa « de Léon ». De petites agglomérations dépendantes de l'évêque de Saint-Pol se constituèrent principalement au bord du littoral.

### IXeetXesiècles
Les Normands, qui étaient retranchés sur l'île de Batz, mirent à sac la région en pillant et tuant de 810 à 939 date où ils furent chassés. Mais vers 960, ils revinrent encore et détruisirent le petit village de pêcheurs installés près de Roc'h Kroum.

### XIIesiècle
Le XIIe siècle vit les guerres et les batailles incessantes avec les Anglais mais également la cession, à la suite de ses folles dépenses, par le comte de Léon de ses magnifiques domaines au profit du duc de Bretagne. Ce titre passa ensuite aux évêques qui, à partir de cette époque, reçurent le titre d'« Évêque - Comte ». Le Minihy du Léon qui était alors une unité administrative et religieuse devint donc une sorte de principauté ecclésiastique gouvernée par son évêque, situation qui devait durer jusqu'à la Révolution.

### XIVesiècle
Vint ensuite la guerre de succession de Bretagne au XIVe siècle, période pendant laquelle Du Guesclin s'empara de Roscoff en 1363 pour le compte de Charles de Blois et y installa sa garnison au Bloscon. Mais en 1375, le vieux port de Roscoff (Rosko Goz) fut détruit par le comte d'Arundel, le capitaine anglais de Brest, puis reconstruit près de Kroaz-Baz.

### Une trève du minihy de Léon
Santec, comme Roscoff, n'ont longtemps été que des simples trèves faisant partie de l'ancienne paroisse dénommé Minihy de Léon dont le chef-lieu était Saint-Pol-de-Léon. Santec n'est même devenue une trève de ce minihy qu'en 1624. Santec est ainsi restée une simple trève jusqu'à la création des communes pendant la Révolution française.

### L'ensablement

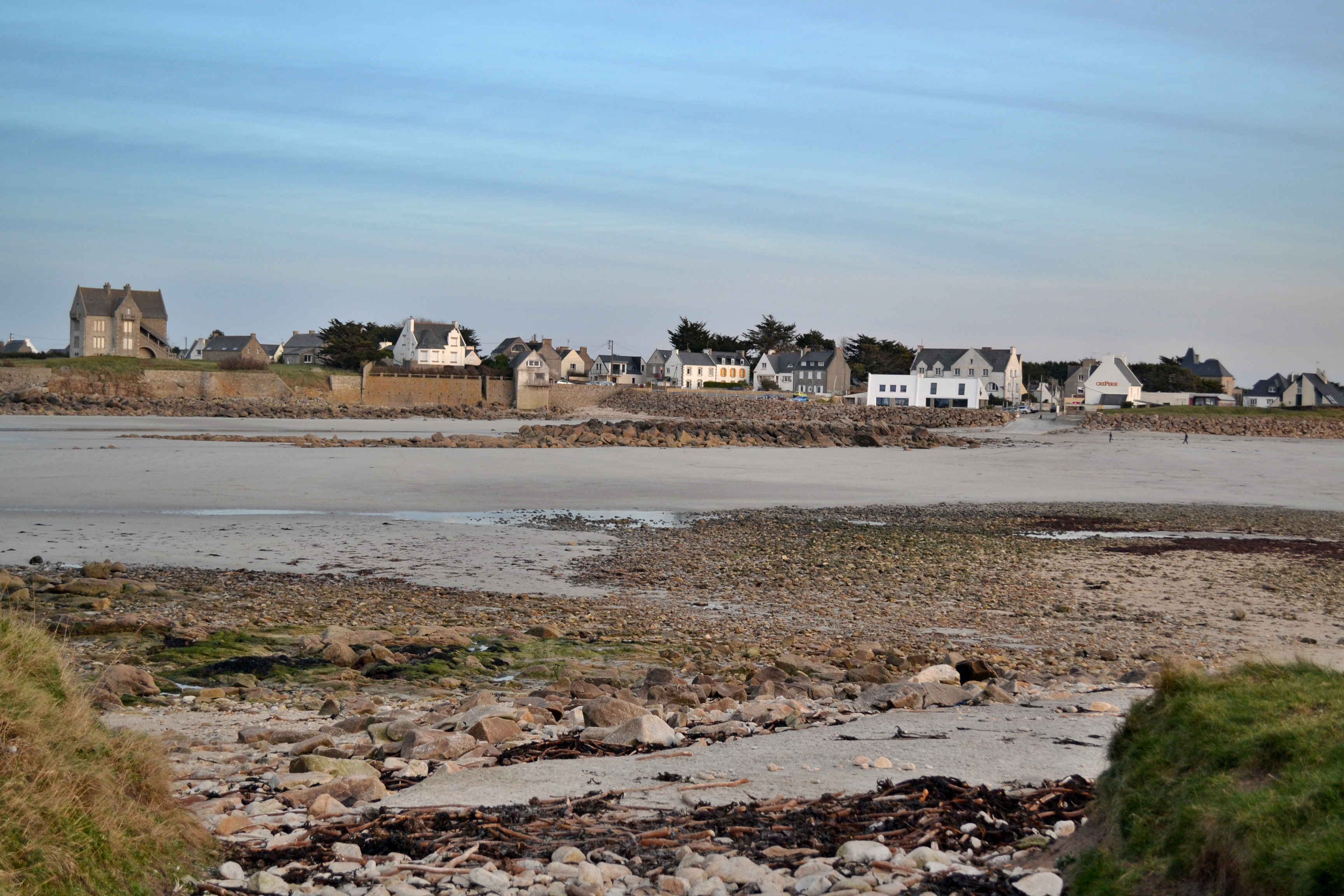
Le Dossen.

En 1666, un début d'ensablement de la commune fut relaté à Santec, mais c'est surtout en 1699 qu'un vent de nord-ouest accompagné d'un ouragan souleva le sable de la grève et envahit en quelques jours près de 250 hectares de terres cultivées ainsi que des métairies et le manoir de Brigné. La force du vent fut telle que les sables menacèrent également de couvrir la ville de Saint-Pol. Les États de Bretagne remédièrent rapidement à cette situation en faisant construire sur la partie du rivage que la mer ne recouvrait que lors des grandes marées une digue de genêts repliés en demi-cercles. En 1760, les États de Bretagne allouèrent 1000 livres par an afin de lutter contre l'avancée des sables. Cette lutte se poursuivit ensuite en 1862 grâce à l'Office National des Forêts et l'entretien de la forêt domaniale de 100 hectares plantée au sud-ouest de Santec.

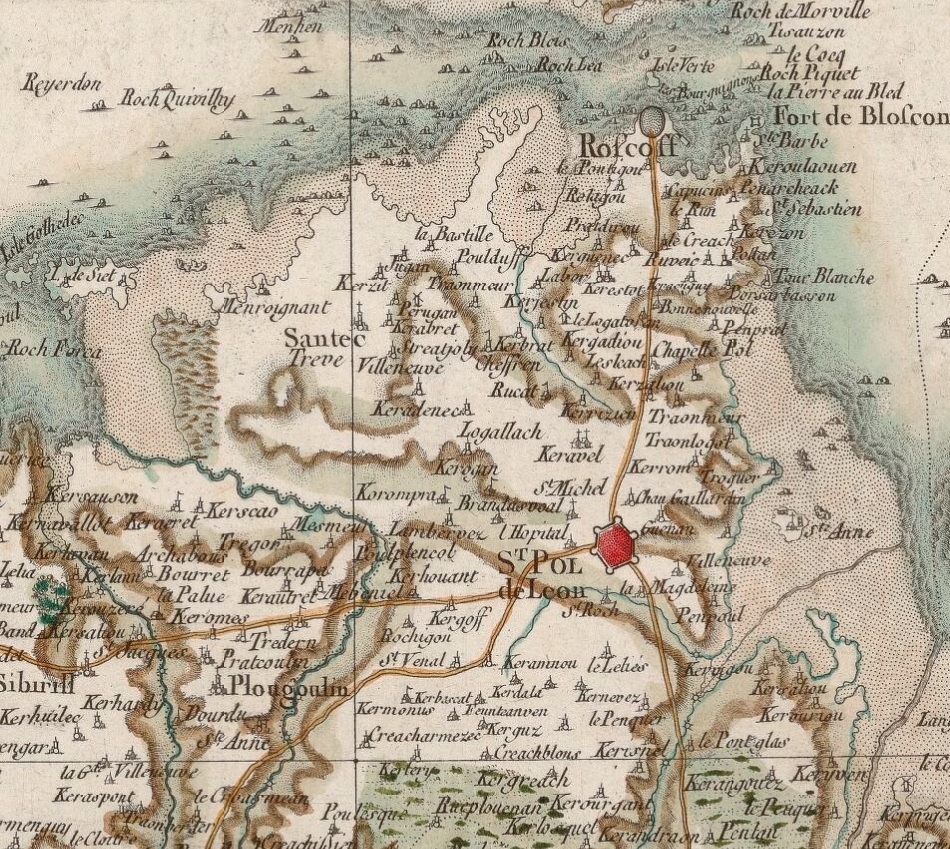
Carte de Cassini de Santec et des paroisses avoisinantes (1783).

### Révolution française
Jacques Cambry décrivit ainsi les Santécois à la fin du XVIIIe siècle :

« Battus par les vents et les orages, ils sont vêtus de toile au milieu des hivers ; leurs cheveux noirs flottans sur leurs épaules, tombent sur le front et leur couvrent les yeux ; une barbe épaisse ombrage leur menton ; des sillons à trente ans vieillissent leur figure ; ils vivent de quelques panais, de quelques choux ; leur demeure est un trou formé par des rochers que des goëmonds couvrent à peine (...) La nourriture insuffisante que leurs efforts arrachent à la terre naît sur des lieux que le sable couvroit. »

### Naissance de la commune

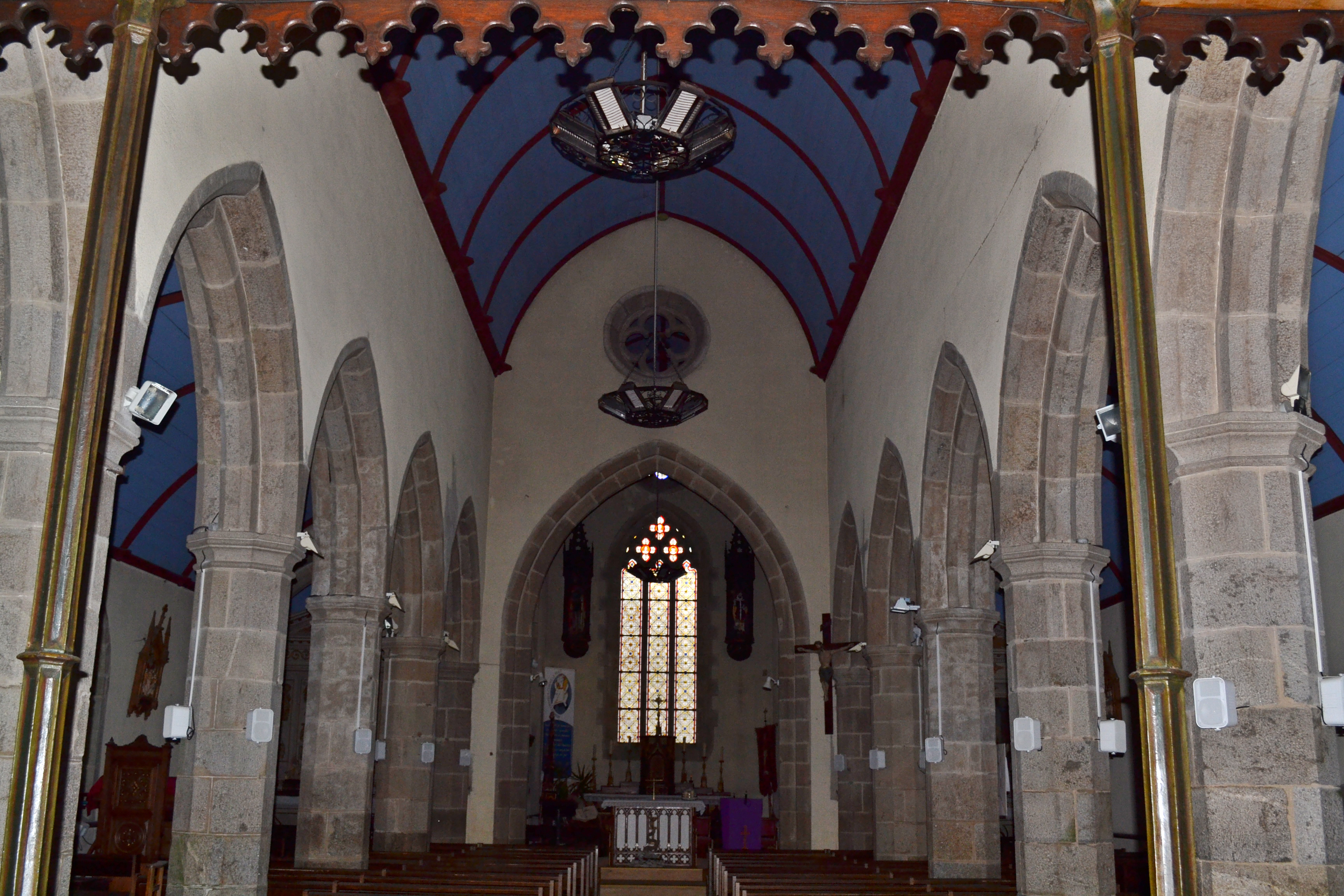
Intérieur de l'église Saint-Adrien.

C'est sous la Révolution que les habitants de Santec s'appuyant sur le décret du 14 décembre 1789 se réunissaient, comme pour la ville de Roscoff, en assemblée pour former une municipalité. Cette commune éphémère de Santec fut dissoute et une partie de son territoire attribuée à Roscoff et l'autre à Saint-Pol.
Il faudra attendre 1840 pour que Santec soit érigée en paroisse, mais c'est en 1920, lors du démembrement de Roscoff et de Saint Pol de Léon qu'elle est devenue une commune à part entière.

### Chronologie
- 518  - Arrivée sur l'Île de Batz du moine cambrien Paul Aurélien et de ses compagnons.
- 960  - Destruction par les Normands du village de pêcheurs près de Roc'h-Kroum.
- 1624 - Santec est érigée en trève de Saint-Pierre (-du-Minihy).
- 1666 - Ensablement progressif de Santec.
- 1681 - Réglementation sur le ramassage et la cueillette du goémon par Colbert (activité importante à Santec).
- 1699 - Une tempête noie sous 1 m à 1,50 m de sable 250 hectares de terre cultivée en quelques jours.
- 1731 - Débarquement entre Cléder et Santec de deux régiments allemands grâce à l'aide accordée par la France aux Stuarts.
- 1756 - Un ingénieur nantais permet d'endiguer l'ensablement de Santec.
- 1835 - Le 31 mai, les habitants de Santec demandent l'érection de leur section en commune indépendante.
- 1860 - Reconstruction de l'église Saint-Adrien.
- 1865 - Installation d'une conserverie sur l'Île de Sieck.
- 1883 - Construction de la voie ferrée Morlaix - Roscoff.
- 1885 - Fermeture de l'usine sur l'Île de Sieck.
- 1887 - Ouverture d'une école sur l'Île de Sieck.
- 1889 - Naufrage de la Vendée et de sa cargaison de barriques de vin échouée sur les plages.
- 1910 - Nouvelle demande d'indépendance de Santec, le 14 mai 1910.
- 1914-1917 - Détention sur l'Île de Sieck de 351 prisonniers : Allemands, Autrichiens et Hongrois.
- 1920 - Création de la commune de Santec.
- 1943 - Évacuation par les Allemands de l'Ile de Sieck et destruction de la conserverie.
- 1944 - Le 23 septembre, vers 10h30, pendant les opérations de déminage, explosion d'une charrette contenant des mines dévastant les hôtels et habitations du Dossen. L'explosion fit 16 victimes.
- 1962 - Édification de la chapelle Saint-Claude au Dossen (architecte morlaisien de Lafforest).
- 1974 - L'instituteur Jean-Claude Le Goff devient l'inventeur du site de Roc'h Kroum au hasard d'une promenade .
- 1978 - Première campagne de fouilles archéologiques sur Roc'h Kroum.
- 1989 - Déplacement de Michel Pleiber, Guy Miossec et Christian Henry en Haute-Savoie en vue d'un jumelage Mer/Montagne.
- 1990 - Les Foulées d'Aulps : des Jovanéciens ont couru en relais de Saint Jean d'Aulps à Santec.
- 1992 - Signature de la Charte du jumelage Santec/Saint-Jean-d'Aulps (Haute-Savoie) à Saint-Jean-d'Aulps.
- 2000 - Organisation de la Naish Wave Party au Dossen.
- 2003 - Réaménagement du Bourg.
- 2009 - Festival de la Plante Kastell-Lys.
- 2012 - Festival « Chapiteau des Fanfares » au Dossen.
- 2013 - Festival « Le Chapiteau Des Fanfares », 2e édition au Dossen.

## Politique et administration

### Liste des maires

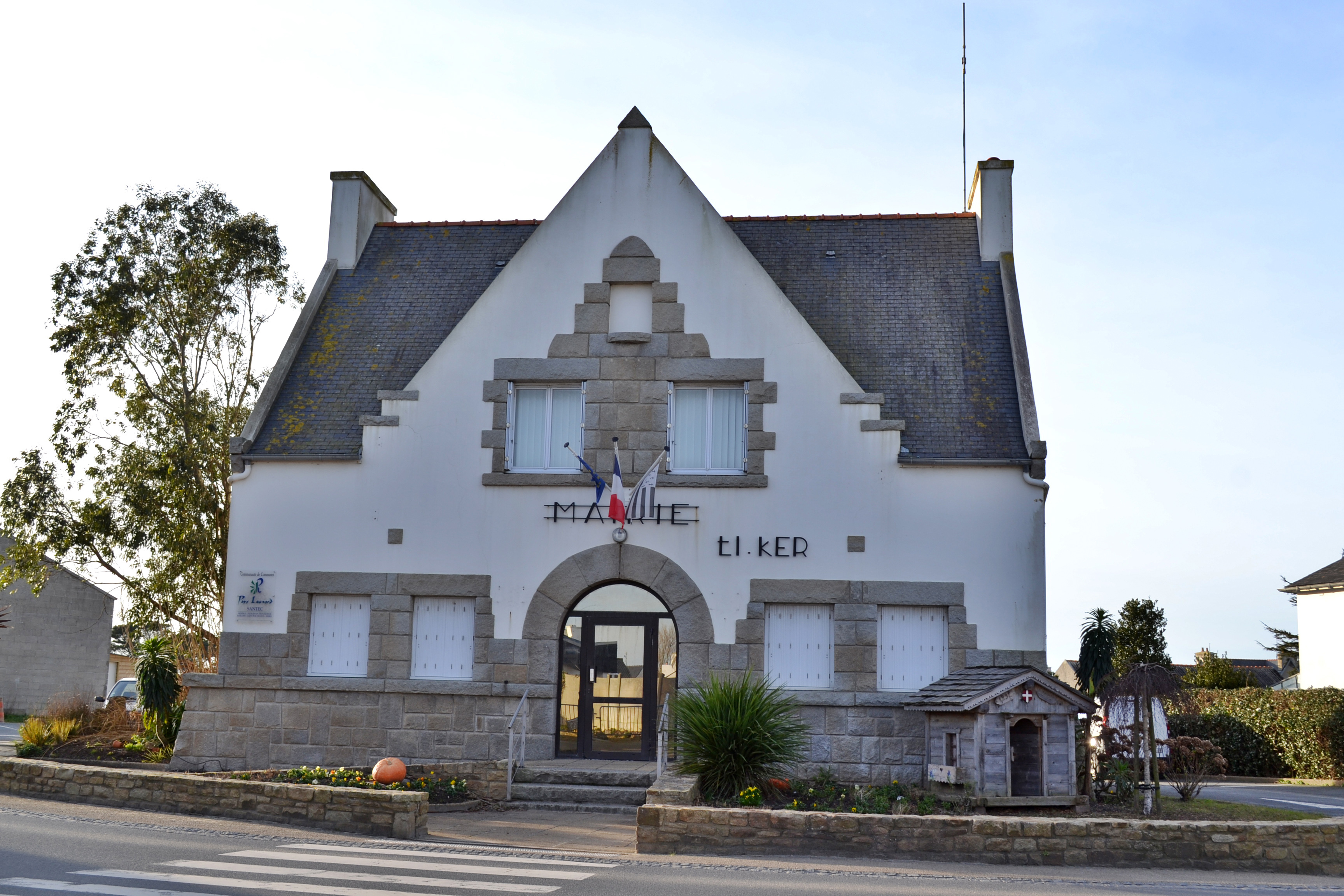
Mairie

| 8 mars 1790                                                                           | 6 novembre 1791           | Roland Le Déroff           |             | Cultivateur                                                                                                  |
| De 1791 à 1920, le territoire communal est réparti entre Roscoff et Saint-Pol-de-Léon |                           |                            |             | |
| octobre 1920                                                                          | juillet 1939              | Yves Le Morvan             | SFIO        | Négociant en vins Conseiller d'arrondissement                                                                |
| juillet 1939                                                                          | 1943                      | François Bernard           | SFIO        | Cultivateur                                                                                                  |
| 1943                                                                                  | 1944                      | Emmanuel Henry             |             | Président de la délégation spéciale                                                                          |
| 1944                                                                                  | mai 1945                  | François Bernard           | SFIO        | Cultivateur Président de la délégation spéciale                                                              |
| mai 1945                                                                              | février 1950              | Jean Marie Kerné           | SFIO        | Cultivateur                                                                                                  |
| février 1950                                                                          | mars 1971                 | François Porcher           | SFIO        | |
| mars 1971                                                                             | janvier 1974              | Jean-François Muzellec     | PSU puis PS | Inspecteur des PTT, second adjoint (1965 → 1971) Suppléant du député Roger Prat (1967 → 1968) Démissionnaire |
| janvier 1974                                                                          | mars 1977                 | André Le Grand             | PS          | Capitaine au long cours retraité Premier adjoint (1971 → 1974)                                               |
| mars 1977                                                                             | mars 1983                 | François Prigent           | PS          | Secrétaire de mairie                                                                                         |
| mars 1983                                                                             | mars 1985                 | François Corre (1935-2016) | DVD         | Capitaine retraité Démissionnaire pour raisons de santé                                                      |
| mars 1985                                                                             | juin 1995                 | Jean Seité (1927-2014)     | RPR         | Agriculteur Premier adjoint (1983 → 1985)                                                                    |
| juin 1995                                                                             | mars 2001                 | Jean-Claude Berthévas      |             | Retraité |
| mars 2001                                                                             | mars 2008                 | Alain Creuse               | DVD         | Médecin |
| mars 2008                                                                             | En cours (au 29 mai 2020) | Bernard Le Pors            | DVG         | Cadre bancaire retraité Réélu pour le mandat 2020-2026                                                       |

### Jumelages
Saint-Jean-d'Aulps (France).

## Population et société

### Démographie

#### Évolution démographique
| 1921  | 1926  | 1931  | 1936  | 1946  | 1954  | 1962  | 1968  | 1975  |
| ----- | ----- | ----- | ----- | ----- | ----- | ----- | ----- | ----- |
| 2 161 | 2 230 | 2 253 | 2 231 | 2 150 | 2 128 | 2 053 | 2 032 | 2 019 |

| 1982  | 1990  | 1999  | 2005  | 2006  | 2010  | 2015  | 2020  | 2022  |
| ----- | ----- | ----- | ----- | ----- | ----- | ----- | ----- | ----- |
| 2 147 | 2 208 | 2 133 | 2 245 | 2 266 | 2 284 | 2 350 | 2 385 | 2 435 |

#### Évolution du rang démographique
| selon la population municipale des années : | 1968 | 1975 | 1982 | 1990 | 1999 | 2006 | 2009 | 2013 |
| Rang de la commune dans le département      | 78   | 85   | 95   | 89   | 96   | 94   | 95   | 95   |
| Nombre de communes du département           | 286  | 283  | 283  | 283  | 283  | 283  | 283  | 283  |

En 2017, Santec était la 94e commune du département en population avec ses 2 409 habitants (territoire en vigueur au 1er janvier 2020), derrière Plonéis (93e avec 2 425 habitants) et devant Treffiagat (95e avec 2 399 habitants).

### Enseignement

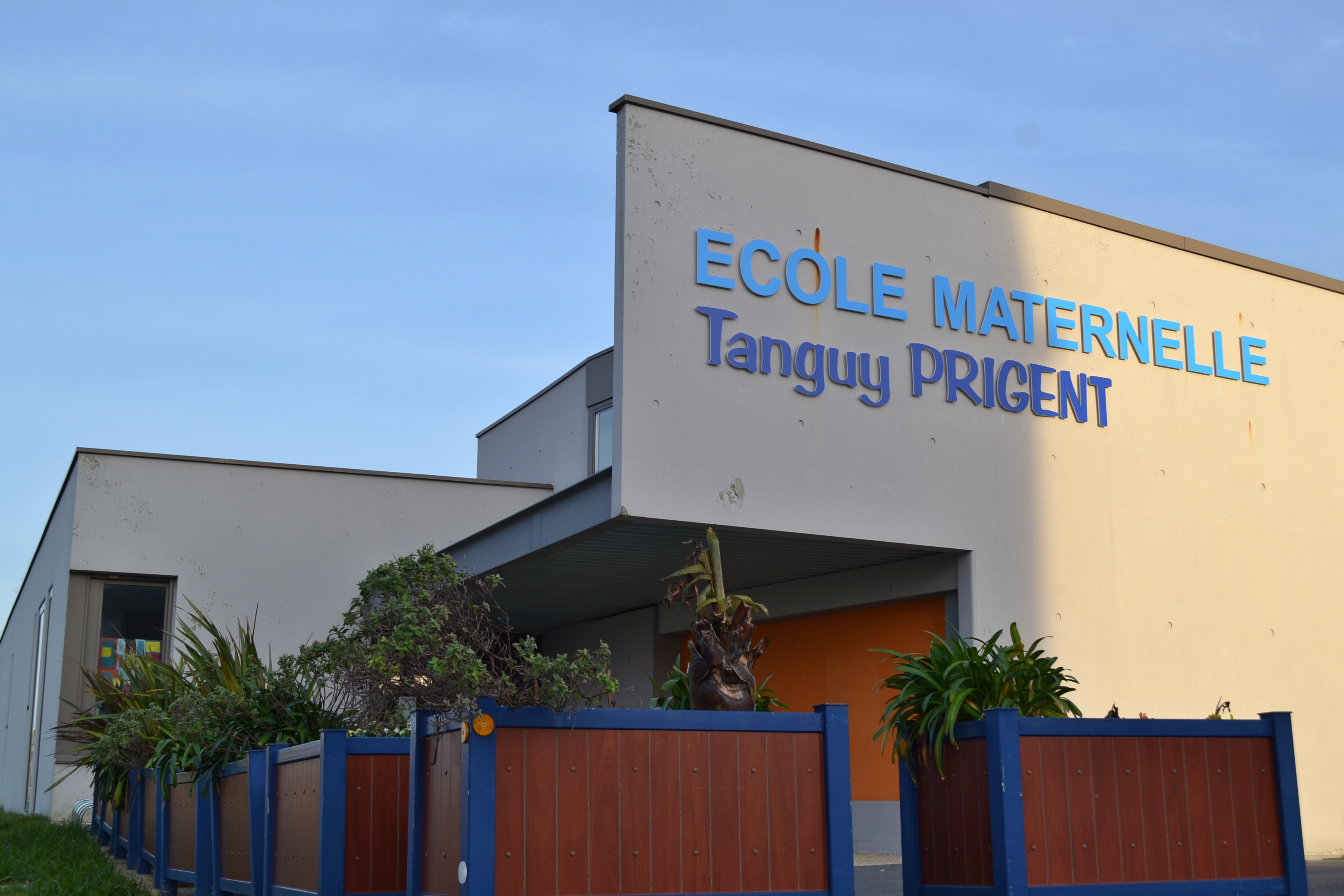
École maternelle Tanguy-Prigent.

École privée (maternelle et primaire) : Notre-Dame-de-Lourdes.
École publique (maternelle et primaire) : Tanguy-Prigent.

### Sports
Nautiques

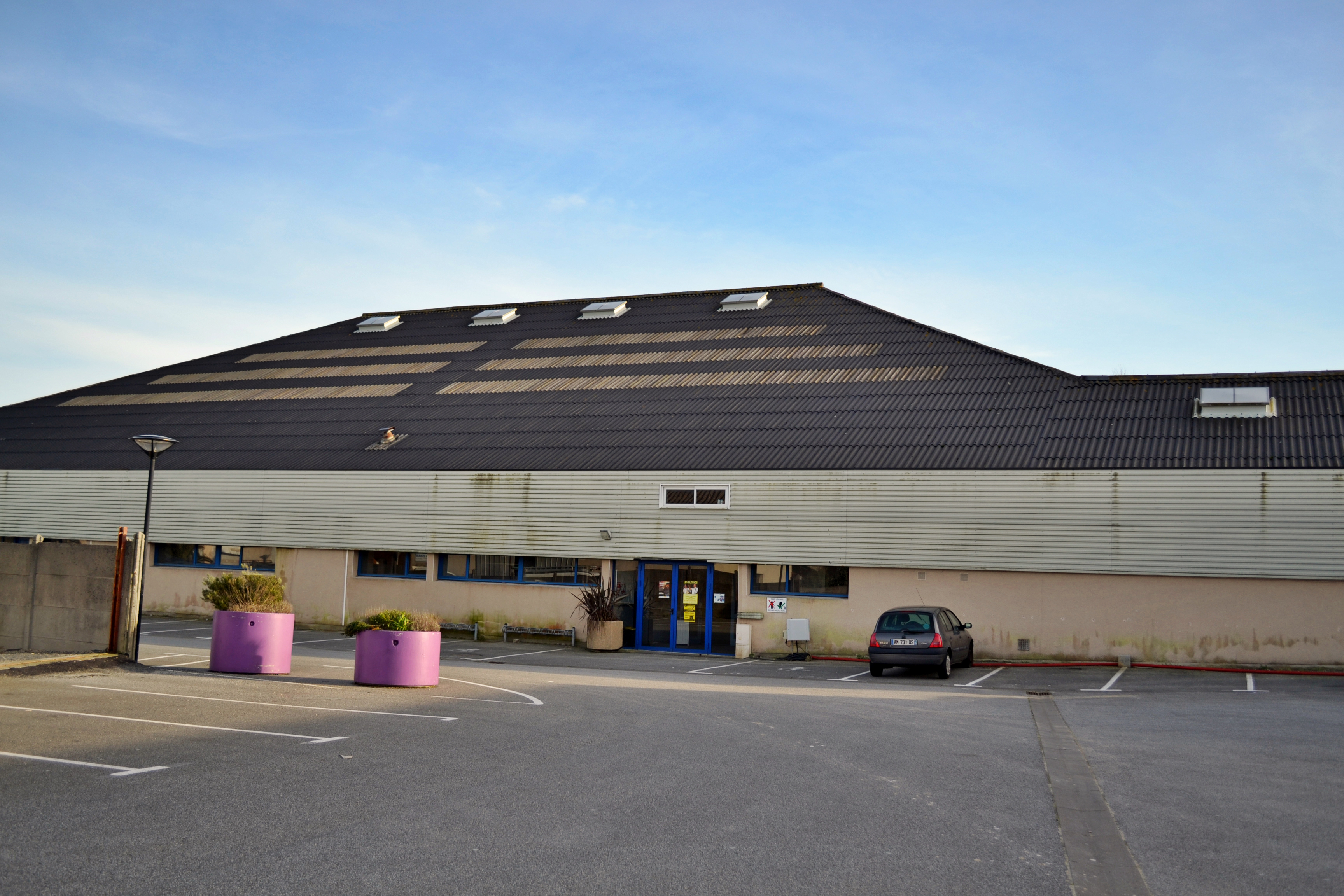
Salle omnisports.

La plage du Dossen est un excellent spot réputé de planche à voile, plus spécifiquement pour le slalom ou le freeride quelles que soient les expositions de vent avec la présence fréquente de vagues. C'est pourquoi la plage du Dossen a accueilli la Naish Wave Party en 2000.
Mais on y pratique également : le surf, le bodyboard, le wave-ski, le kite-surf, au Beg ar Billou on pratique le kayak de mer.
Les autres activités
- le char à voile, le golf de plage, le cerf-volant, le VTT, le tennis, la pêche à pied ;
- la promenade à cheval ;
- les sorties découverte nature, la randonnée sur les nombreux sentiers de la côte (GR 34).

## Culture et patrimoine

### Monuments

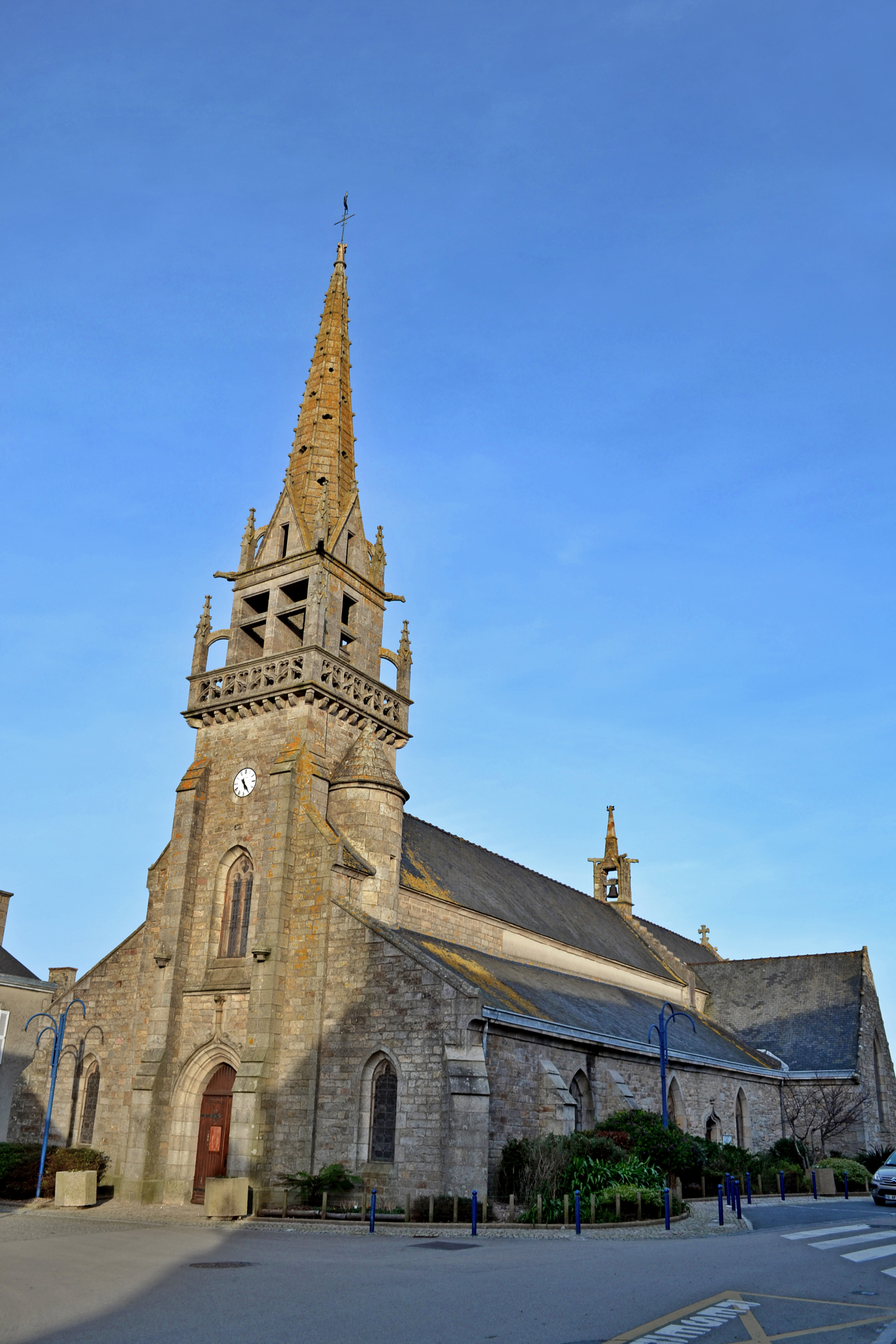
L'église Saint-Adrien.

L'îlot de Roc'h-Kroum : situé sur la plage du Theven, un site de fouilles archéologiques a été initié en 1978, à la suite de la découverte d'indices (dalles funéraires) indiquant un peuplement ancien de l'îlot. Un cimetière y a été découvert, comprenant un peu plus d'une trentaine de tombes. Les fouilles effectuées ont permis de découvrir des tombes en coffres, quelques ossements, ainsi que des morceaux de poteries. Les coffres et structures de ces tombes ont permis de dater ce site de l'âge de bronze.
L'église Saint-Adrien : ou Saint-Drien (XVIIe siècle) a été construite sur les plans de Pol de Courcy en 1851 en remplacement d'un édifice du XVe siècle à trois nefs. Elle se distingue par son clocher Néo-Beaumanoir à galerie, ses trois chambres de cloches et sa tourelle d'escalier cylindrique, son clocher date de 1893.
Chapelle Saint-Claude au Dossen, construite en 1962.
Les Croix : la Croix-du-Ty-Coz (Haut Moyen Âge) et la Croix de Kerradénec (Moyen Âge). Croix Celtique sculptée par Patrice Le Guen à l'occasion du Jubilé de l'an 2000.

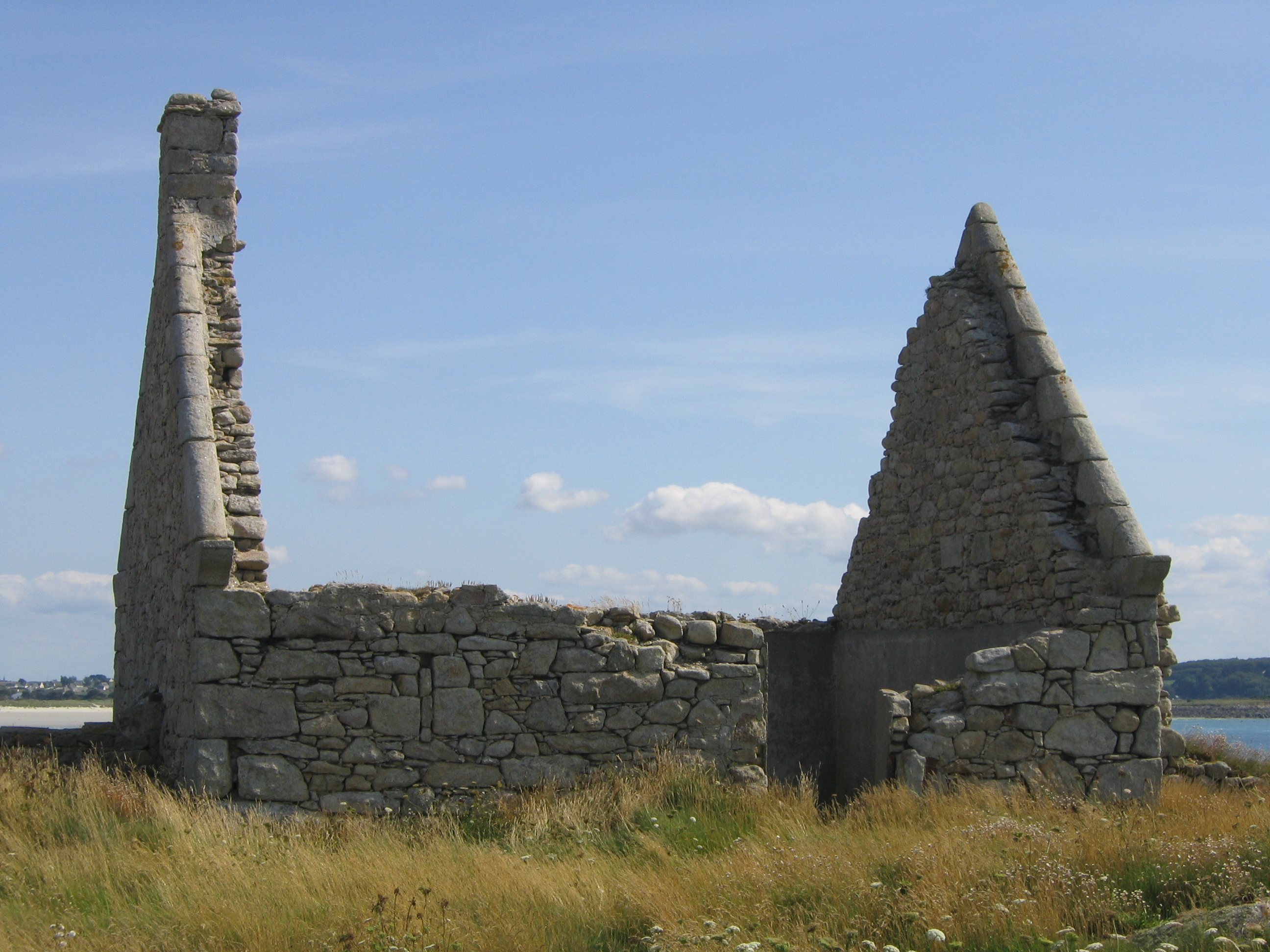
Corps de garde de l'île de Sieck.

Sur l'Île de Sieck (attention propriété privée) :
- La ferme  (XVIIe siècle) ;
- La guérite (XVIIIe siècle) ;
- Le corps de garde vestiges du XVIIIe siècle ;
- la batterie à barbette et le magasin à poudre (1735) ;
- Le pavillon (en ruine) au centre de l'île.

Bunkers : de nombreux bunkers datant de la Seconde Guerre mondiale sont disséminés sur la côte.

### Tourisme

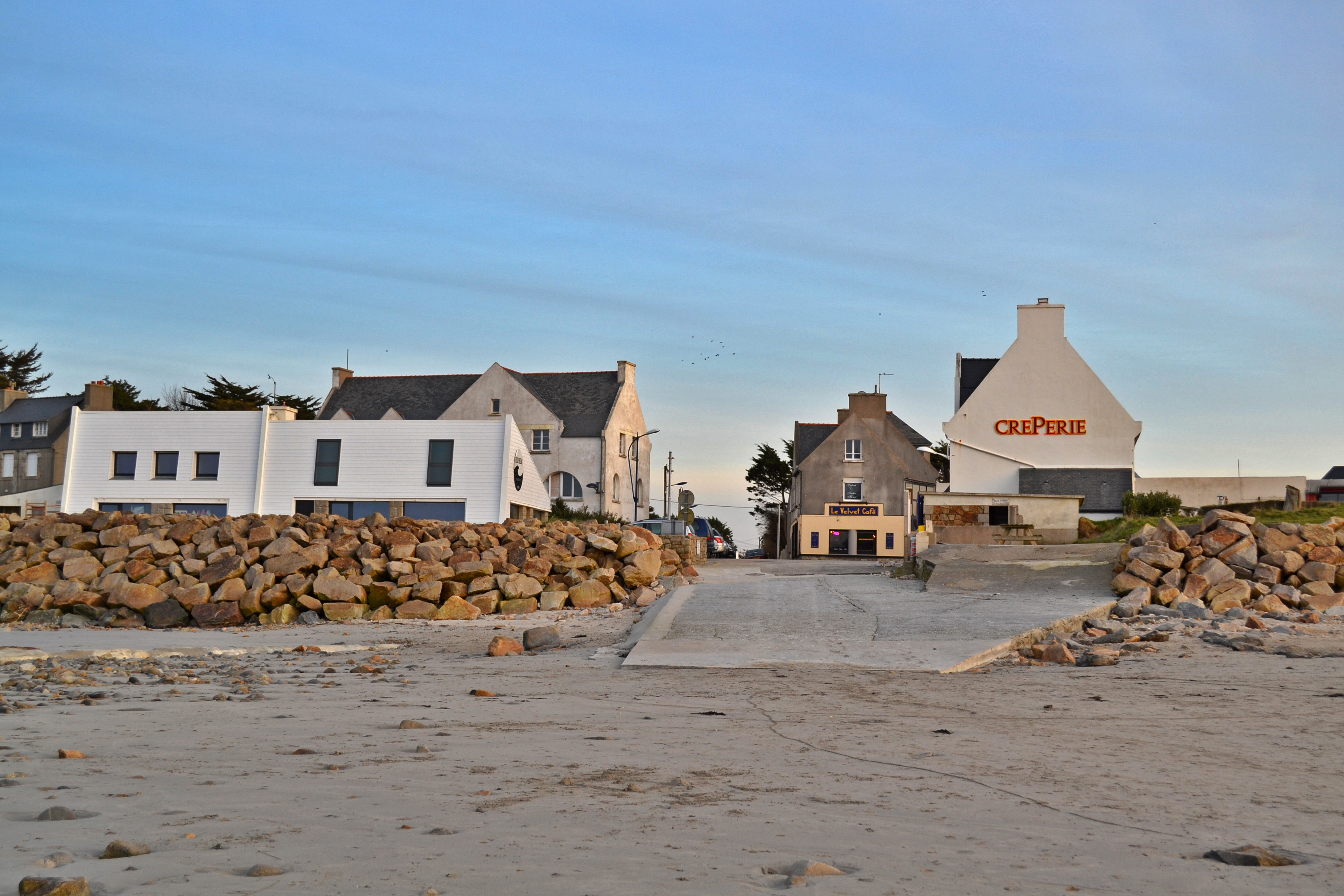
Place du Dossen.

Parmi les 14 km de plages de Santec se trouvent :
- Le Dossen ;
- Le Theven ;
- Le Pouldu ;
- Perharidy ;
- Le Prat ;
- La Roche ;
- Le Billou ;
- Le Staol.

### Personnalités liées à la commune

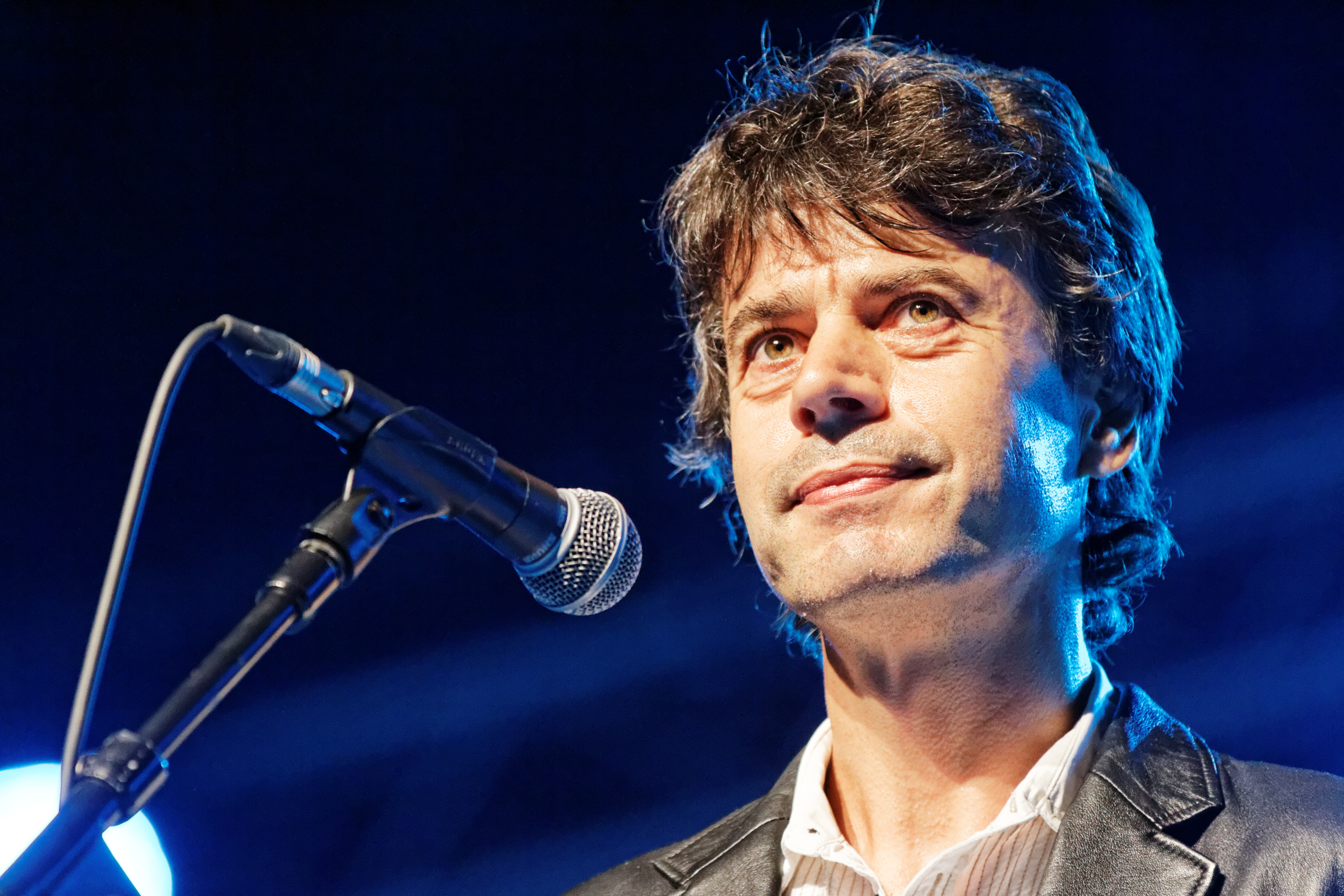
Denez Prigent.

- Michel Morphy (1863-1928), romancier populaire, ancien propriétaire de l'îlot et du fort de Perharidy qu'il transforma en résidence d'été[35] ;
- Denez Prigent, chanteur originaire de Santec ;
- Hervé Leroux[36], véliplanchiste né à Santec. Fait partie du top ten français de planche à voile ;
- Patrice Le Guen, sculpteur né à Santec.
- Philémon Le Guyader, éditeur et écrivain, réside à Santec.

### Sports
- Football : AS Santec au stade Laurent-Créach en D1 avec comme entraineur Jules Robert Et comme adjoint Antoine Corvaisier